# 内藤幸位
内藤 幸位（ないとう こうい、本名：ないとう ゆきただ、1939年6月2日 - 2020年4月10日）は、山梨県出身のラジオ日本の元アナウンサー。
1962年、日本大学芸術学部放送学科卒業し、当時のラジオ関東に入社。
プロ野球（読売ジャイアンツ戦）、競馬、競輪、駅伝競走、マラソンなどのスポーツ中継を中心に、そのほかにもニュースや演歌番組なども担当。特にプロ野球中継は、読売ジャイアンツ戦を中心に39年間1500試合以上の実況をした。
2000年10月21日、王貞治、長嶋茂雄 (ON) の対決となった日本シリーズ第1戦（読売ジャイアンツ対福岡ダイエーホークス）を最後に定年のため引退、その模様は、週刊ベースボールでも特集が組まれた。
元祖絶叫アナとして知られ、人気アナの島碩弥とともにラジオ日本のスポーツ実況を支えた。
2020年4月10日、急性心不全のために死去。80歳没。